# Slanina (pravljica)
Je slovenska prekmurska ljudska pravljica. Zapisal jo je Anton Erjavec in je iz zapuščine Jurija Kontlerja.

## Pravljica
Cigan se je splazil plebanošu na podstrešje in mu ukradel velik kos slanine. Slanino je skril pod suknjič in hotel mirno zapustiti župnišče. Pa mu je prišel nasproti plebanoš. 

»Kaj pa ti tukaj, cigan?«

»Gospod plebanoš, lepo prosim, če bi dovolili, da bi to slanino obesil na vašem podstrešju,« ga je prosil cigan.
Plebanoš se je razjezil: »Kaj mi treba cigansko slanino na mojem podstrešju! Nesi jo, kamor hočeš!«

»No ja, če nočete, pa zbogom!« je dejal cigan in odnesel slanino domov.
 
Drugo jutro je kuharica opazila, da na podstrešju manjka velik kos slanine. 

»Glej ga, cigan jo je odnesel. Joj, zakaj mu nisem dovolil, da bi jo odnesel nazaj na podstrešje,« se je čemeril plebanoš. 

Tako je plebanoš spoznal, da večkrat želijo tudi cigani kja poštenega storiti, a kaj, ko jim drugi tega ne dovolijo. 

## Analiza pravljice
- pripovedovalec: tretjeosebni, vsevedni;
- književne osebe: 
  - cigan,
  - plebanoš,
  - kuharica;
- književni prostor in čas nista znana;
- narečne besede: plebanoš – duhovnik.

Cigani so posebnost prekmurskih ljudskih pripovedi. Večinoma so povezani s prevaro, kot tudi v tej pravljici. Pojavljajo se tudi v nekaterih drugih prekmurskih pravljicah: Cigan in vojak, Turki v Lendavi ...

## Značilnosti vseh pripovedi iz knjige Slepi bratec: Prekmurske ljudske pripovedi
- Izbrane prekmurske ljudske pripovedke in pravljice.
- Avtor ni znan.
- Čutijo se zgodovinski vplivi: 
  - verski (širjenje protestantizma) in
  - izoliranost Prekmurja od ostalih delov Slovenije (narečje se močno razlikuje od slovenskega knjižnega jezika).
- Tematski poudarek na milenarizmu: zaradi dobrote so glavni literarni liki na koncu bogato nagrajeni.
- Pogosto omenjena revščina: junaki gredo po svetu iskat srečo (O treh grahih, Zviti Martin)
- Pogosti motivi: 
  - treh bratov (Račke, mravlje in čebelice, Slepi bratec, Zlato jabolko), tudi treh hčera (Tri revne deklice);
  - hvaležnih živali (Račke, mravlje in čebelice, Slepi bratec, Rjava škatlica);
  - hudiča (Tri revne deklice).
- Slogovne značilnosti: 
  - pomanjševalnice,
  - ponavljanja,
  - ukrasni pridevki,
  - narečne besede,
  - pravljična števila (najpogostejše število tri),
  - potovanje je prestavljeno v sfero čudežnega: ni časovnih ovir, prevelikh razdalj.
- Književne osebe:
  - realne ali fantastične;
  - liki so poimenovani po poklicu, družbenem položaju, običajno predstavljajo isto lastnost (mačeha – zlobna, kraljična – lepa), kadar imajo imena so tipično prekmurska;
  - črno-belo slikanje oseb (hudoben – dober, reven – bogat);
  - personificirani liki: živali, rastline, predmeti;
  - nastopajo vile sojenice, grofi, kralji, zaklete kraljične, dobri starčki in starke, človeku prijazne živali (največkrat petelin, tudi kače), hudobne čarovnice in čarovniki, krvoločni zmaji, razbojniki; Ogri, Romi ...